# Simulium colombaschense
Simulium colombaschense es una especie de insecto del género Simulium, familia Simuliidae, orden Diptera.
Fue descrita científicamente por Scopoli, en 1780.